# Мохаммед Камара (футболіст, 1997)
Мохаммед Камара (англ. Mohammed Kamara, нар. 31 жовтня 1997) — ліберійський футболіст, нападник румунського клубу «ЧФР Клуж» та національної збірної Ліберії. Виступав також за низку клубів різних країн. Володар Кубка Румунії.

## Клубна кар'єра
Мохаммед Камара народився 1997 року. У 1996 році поїхав на навчання до США, де грав за університетські команди «ТДК Апач» і «УКЛА Брюїнз». У 2018 році Камара розпочав грати за американську команду Національної Прем'єр-ліги соккеру «Атланта Сільвербекс», в якій взяв участь у 14 матчах чемпіонату. У 2019 році ліберійський футболіст грав у нижчоліговій німецькій команді «Падерборн ІІ». У другій половині року африканський нападник перейшов до складу клубу Major League Soccer «Лос-Анджелес Гелаксі», проте до 2020 року грав виключно за другу команду клубу.
У 2020 році Мохаммед Камара перейшов до турецької команди «Менеменспор», а в 2021 році перейшов до іншої турецької команди «Хатайспор». У 2022 році «Хатайспор» віддав ліберійського нападника в короткотривалу оренду до казахського клубу «Астана». З 2022 до 2024 року Камара грав в ізраїльському клубі «Хапоель» (Хайфа).
У 2024 році Мохаммед Камара став гравцем румунського клубу «ЧФР Клуж». У складі команди в сезоні 2024—2025 років футболіст став володарем Кубка Румунії.

## Виступи за збірну
2023 року дебютував в офіційних матчах у складі національної збірної Ліберії.

## Титули і досягнення
- Володар Кубка Румунії (1):

«ЧФР Клуж»: 2024–2025